# Республика Македония на «Евровидении-2002»
Для Македонии участие в телевизионном конкурсе Евровидение-2002, состоявшимся 25 мая в Саку Суурхаль в Таллине, Эстония было третьим по счёту. Страну представляла певица Каролина Гочева с песней Од нас зависи ("От нас зависит"), написанной Николой Перевски и Владимиром Крстевски. Македония вернулась на Евровидение после годового перерыва, связанного с низким средним баллом за предыдущие пять лет. По итогам голосования страна финишировала лишь на 19-м месте из 24, набрав 25 баллов. Данный результат привёл Македонию к очередному понижению рейтинга и вылету из состава участников Евровидения-2003. Поэтому, Од нас зависи стала предшественницей македонской заявки на Евровидение-2004 Life в исполнении Тоше Проески. Конкурс был показан Македонским радио и телевидением на канале МТВ 1 с комментариями Миланки Рашик. Глашатаем, объявлявшим очки Македонии, была Биляна Дебарлиева.

## Предыстория
К моменту своего участия в конкурсе, Македония дважды участвовала на Евровидение: в 1998 и 2000 годах. Первоначально Македония отправила свою заявку на Евровидение-1996, но композиция Само ти в исполнении Калиопи не прошла введённый аудиоквалификационный раунд, и дебют тогда не состоялся. Из-за действовавшей на тот момент времени системы квалификации страна участвовала только раз в два года. Самым лучшим результатом Македонии было 14-е место, которое она заняла на конкурсе 2000 года с песней 100% te ljubam в исполнении группы XXL.
Македонское радио и телевидение с 1996 года отвечает за организацию отбора заявки на Евровидение и трансляцию конкурса. В конце 2001 года вещатель объявил о возвращении на Евровидение и об организации национального отбора Skopje Fest.

## До «Евровидения»

### Skopje Fest 2002
Национальный финал под названием Skopje Fest состоялся 16 февраля 2002 года в Македонском национальном театре в Скопье. Ведущим был Игорь Джамбазов. Восемнадцать песен было представлено, а победитель определялся путём комбинации голосов зрительской аудитории (20%), телезрителей (40%) и экспертной группы (40%). Среди конкурсантов были будущие представители Македонии на Евровидение: Тияна Дапчевич (2014) и Гьоко Танески (2010).
| Порядковый номер | Исполнитель                     | Название песни        | Очки | Место |
| ---------------- | ------------------------------- | --------------------- | ---- | ----- |
| 1                | Гьорги Крстевски                | Песна за тебе         | 159  | 5     |
| 2                | Fani                            | Лејди                 | 24   | 14    |
| 3                | Biba                            | Необичен круг         | 16   | 15    |
| 4                | Жармена                         | Сомнеж                | 0    | 18    |
| 5                | Вера Янкович                    | Вети ми               | 34   | 13    |
| 6                | Лидия Кочовска                  | Лице и опачина        | 96   | 7     |
| 7                | Каролина Гочева                 | Од нас зависи         | 346  | 1     |
| 8                | Марьян Николовски и Лозена      | Кажи ми, кажи         | 57   | 11    |
| 9                | Ана Симоновска                  | Како ми е мене        | 15   | 16    |
| 10               | Пеце Огненов                    | Сакам да сме заедно   | 13   | 17    |
| 11               | Андрияна Яневска                | О шери, мон шери      | 238  | 2     |
| 12               | Деско и Сузана                  | Сеќавање              | 70   | 9     |
| 13               | Ристо Самарджиев                | Нема веќе песни тажни | 224  | 3     |
| 14               | Bagaž                           | Ќе те најдам          | 89   | 8     |
| 15               | Анета Ефтимова                  | За само една ноќ      | 58   | 10    |
| 16               | Тияна Дапчевич                  | Изгрев                | 177  | 4     |
| 17               | Мария Георгиева и Гьоко Танески | Кога молчат очите     | 45   | 12    |
| 18               | Любко Ангелов                   | Тотален колапс        | 127  | 6     |

## На «Евровидении»
В 2001 году Европейский вещательный союз внёс небольшое изменение в правило о квалификации, согласно которому на Евровидение-2002 допускаются те страны-участницы прошлого года, занявшие первые семнадцать мест и те страны, которые не участвовали на Евровидение-2001, но транслировали его. Поскольку Македония не была участницей выпуска 2001 года, но транслировала его, то она была допущена к участию. 9 ноября 2001 года была проведена жеребьёвка по распределению мест в финале. Каролина Гочева выступала под номером 9, между Эстонией и Израилем. Во время выступления Гочева появилась в платье и золотом корсете, разработанном Александром Ношпалом, который получил похвалу на шоу. В более позднем обзоре ее выступления Катерина Стевовска из македонского журнала Слободен Печат высказала мнение, что Гочева «идеально» спела свою песню. По итогам голосования Македония финишировала лишь на 19-м месте из 24, набрав 25 баллов, включая 12 баллов от Румынии. Данный результат привёл страну к очередному понижению рейтинга и вылету из состава участников Евровидения-2003. Македония вернулась в 2004 году. Хотя многие страны использовали голоса телезрителей, Македония задействовала голоса жюри. 12 баллов македонское жюри присудило Румынии и 0 баллов России. Россия также не присудила Македонии ни одного балла.

### Голосование
| Очки      | Страна      |
| --------- | ----------- |
| 12 баллов | - Румыния   |
| 10 баллов |             |
| 8 баллов  |             |
| 7 баллов  |             |
| 6 баллов  |             |
| 5 баллов  | - Мальта    |
| 4 балла   | - Хорватия  |
| 3 балла   | - Кипр      |
| 2 балла   |             |
| 1 балл    | - Финляндия |

| Очки      | Страна               |
| --------- | -------------------- |
| 12 баллов | Румыния              |
| 10 баллов | Мальта               |
| 8 баллов  | Турция               |
| 7 баллов  | Латвия               |
| 6 баллов  | Эстония              |
| 5 баллов  | Хорватия             |
| 4 балла   | Великобритания       |
| 3 балла   | Босния и Герцеговина |
| 2 балла   | Словения             |
| 1 балл    | Финляндия            |